# 马克尼
马克尼（Makeni）是西非國家塞拉利昂的城市，也是邦巴利區的首府，位於首都弗里敦東北177公里，是該國北部的經濟、金融和文化中心，2004年人口80,840，是全國第五大城市。
08°52′54″N 12°02′39″W / 8.88167°N 12.04417°W